# Coroatá Futebol Clube
O Coroatá Futebol Clube é um clube brasileiro de futebol, da cidade de Coroatá, no estado do Maranhão. Suas cores são verde, vermelho e branco.

## História
O Coroatá Futebol Clube foi fundado em no dia 08 de Abril de 1986. Sediado na município de Coroatá, seus jogos eram realizados no Estádio Vítor Trovão, o Vitão, com capacidade de 5.000 pessoas. 
Em 1993 disputou o Torneio de Acesso que dava duas vagas para o Campeonato Maranhense 1995. Conquistou o título derrotando o Porto Franco FC. Os clubes que disputaram o Campeonato Maranhense de 1993 (Sampaio Correa, Moto Club, Tupan, Bacabal, Imperatriz, Americano e Caxiense) não queriam a participação do Coroatá e do Porto Franco, por não terem dinheiro para as viagens, que fariam para a realização do Campeonato. Depois da confusão, Coroatá e Porto Franco disputaram o Campeonato Maranhense 1994. 
Já na sua 2ª participação no Campeonato Maranhense da 1ª Divisão de 1995 , sagrou-se vice campeão, perdendo o título para o Maranhão Atlético Clube (realizou 28 jogos, venceu 15, empatou 9 partidas e perdeu apenas. O ataque marcou 40 gols e sofreu 20). 
Já no cenário nacional o Coroatá FC teve apenas uma participação no ano de 1995 quando disputou o Campeonato Brasileiro Série C,  onde terminou na 42ª posição. Mais recentemente em 2008, como Coroatá Futebol Clube foi vice campeão Copa Maranhense (Mirante) de futebol sub - 18, o campeão foi o Americano de São Luís , perdendo de 4x1.  fonte: Blog Futebol Maranhense 

### Intermunicipal de 1963
Coroatá foi o campeão do Torneio Intermunicipal do ano de 1963, vencendo a seleção de Pinheiro por 2 X 1. As figuras marcantes daquela seleção foram: Naninha, Alemão, Lambau, Osvaldinho e o goleiro Clóvis que defendeu dois pênaltis, dando o título ao selecionado de Coroatá daquele ano de 1963. Parabéns a todos os integrantes daquela famosa seleção que jamais serão esquecidos pelo povo da cidade de Coroatá. Todos estão gravados para sempre na memória dos que lhes conheceram.

## Títulos
- Campeonato Maranhense: vice-campeão (1995)
- Campeonato Maranhense - Segunda Divisão: campeão (1993)
- Intermunicipais do Maranhão: tetracampeão (1953, 1963, 1977 e 1978)
- Copa Maranhense de Futebol Sub-18: vice-campeão (2008)

## Desempenho em Competições

### Campeonato Maranhense - 1ª divisão
| Ano  | Posição |
| 1994 | 6º      |
| 1995 | 2°      |
| 1996 | 7°      |

### Campeonato Maranhense - 2ª divisão
| Ano  | Posição               |
| 1993 | (Campeão e Promovido) |

### Campeonato Brasileiro Série C
| Ano  | Posição |
| 1995 | 42º     |

## Ídolos
- Clóvis
- Ribinha
- Nilo Braga
- Luis Carlos
- Lambau
- Osvaldinho
- Naninha
- Zé Carlos
- Dos Santos
- Ernesto
- Pelé
- Alemão
- Furtado Neto
- Preguiçoso

1. ↑  MA, Coroatá Online. «20 anos de um time que apresentou Coroatá ao futebol Maranhense». Coroatá Online MA. Consultado em 28 de dezembro de 2021. Cópia arquivada em 28 de dezembro de 2021